# Ludvig af Frankrig (1661-1711)
Ludvig af Frankrig (fransk: Louis de France), kaldet Monseigneur og (efter sin død) Den Store Dauphin (fransk: le Grand Dauphin) (født 1. november 1661, død 14. april 1711) var fransk tronfølger fra 1661 til 1711.
Han var den ældste søn af kong Ludvig 14. af Frankrig i hans ægteskab med Maria Theresia af Østrig og var tronfølger fra fødslen. Han giftede sig med Maria Anna Victoria af Bayern (1660–1690) i 1680. De fik tre børn:
- Ludvig (1682–1712), far til den senere franske konge Ludvig 15.
- Filip (1683–1746), konge af Spanien som Filip 5. 1700–1746
- Karl (1686–1714), hertug af Berry

Han blev enkemand i 1690 og giftede sig hemmeligt i 1695 med sin elskerinde Marie-Émilie de Joly de Choin (1670-1732).
Ludvig døde i 1711. Da han døde fire år før sin far, overtog hans ældste søn, Ludvig, positionen som tronfølger, men da han også døde før Ludvig 14., blev det hans søn, Ludvig, der efterfulgte sin oldefar som konge af Frankrig i 1715.